# Videporing
Videporing (Ceriporiopsis balaenae) är en svampart som beskrevs av Niemelä 1985. Enligt Catalogue of Life ingår Videporing i släktet Ceriporiopsis,  och familjen Phanerochaetaceae, men enligt Dyntaxa är tillhörigheten istället släktet Ceriporiopsis,  och familjen Hapalopilaceae. Arten är reproducerande i Sverige. Inga underarter finns listade i Catalogue of Life.